# Vilém Kunzl
Vilém Kunzl (25. dubna 1906 Plzeň – 24. září 1980 Praha) byl český experimentální fyzik.

## Život a dílo
Po maturitě na I. české reálce v Plzni v roce 1924 Vilém Kunzl odešel studovat na Přírodovědeckou fakultu Karlovy univerzity. Už ve třetím ročníku studia začal pracovat u Václava Dolejška, který v té době patřil mezi přední evropské spektroskopisty. Vysokoškolské studium ukončil v roce 1930 obhajobou doktorské disertace a získal titul RNDr.
V roce 1930 nastoupil jako nehonorovaný asistent spektroskopického oddělení, které Václav Dolejšek vedl, a které bylo v té době součástí Chemického ústavu Karlovy univerzity, vedeného prof. Jaroslavem Heyrovským. Uveřejnil buď sám nebo se spoluautory 5 původních vědeckých prací a do roku 1934 dalších 5. Jako nehonorovaný asistent působil až do roku 1936, kdy se stal honorovaným asistentem Spektroskopického ústavu (ten se osamostatnil v roce 1932).
V rámci habilitace jeho vědeckou způsobilost posuzovali tak renomovaní odborníci jako Max von Laue, Friedrich Paschen a prof. Fajans z Německa, jakož i profesoři Albert Trillat a Dauviller z Francie. Vysoce hodnotili předložené práce, ve kterých se podle nich dr. Kunzl osvědčil nejen jako vynikající experimentátor (například spolu s Dolejškem upravili iontovou trubici tak, aby byla zdrojem optických i rentgenových spekter, a kromě toho Kunzl zavedl novou klasifikaci absorpčních čar), ale i fyzik schopný teoreticky interpretovat získané výsledky.
Za nejvýznamnější úspěch pokládali potvrzení existence spektrální N-série u uranu, thoria a bismutu. Původně je objevil již v roce 1922 Václav Dolejšek, ale někteří autoři tyto výsledky zpochybňovali. Vilém Kunzl nejen dokázal, že pravdu má jeho učitel, ale vysvětlil prameny rozporů mezi Dolejškem a jeho oponenty.
V roce 1939 dr. Kunzl absolvoval půlroční studijní pobyt ve Fyzikálním ústavu pařížské Sorbonny u prof. Aimé Cottona. Krátce po návratu z Paříže byl po uzavření českých vysokých škol nucen odejít z univerzity a většinu období Protektorátu pracoval v Letecko-technickém zkušebním ústavu v Praze-Letňanech. Po skončení druhé světové války se Vilém Kunzl vrátil na svoji alma mater jako asistent. Přednášel zde atomovou fyziku, vedl spektroskopické praktikum a praktikum z vakuové techniky.
Protože nebylo možné obnovit činnost Spektroskopického ústavu (veškeré zařízení bylo po válce zničeno a prof. Dolejšek zahynul v koncentračním táboře), Vilém Kunzl nastoupil 3. února 1948 na Přírodovědeckou fakultu Slovenské univerzity v Bratislavě jako mimořádný profesor experimentální fyziky a přednosta Fyzikálního ústavu. V Bratislavě prof. Kunzl vedl přednášky Kinetická teorie hmoty, Model atomu a systematika atomových spekter, Úvod do atomové fyziky, Experimentální fyzika a další, vedl speciální praktikum elektrotechnické, rentgenospektroskopické, praktikum z atomové fyziky i vakuové fyziky. Kromě toho působil jako školitel, zařizoval nové budovy Fyzikálního ústavu, budoval knihovnu atd.
Po celou dobu ale prof. Kunzl do Bratislavy dojížděl a narůstající problémy, i zdravotní, nakonec vyřešil odchodem z Bratislavy v roce 1953. Na pražské Univerzitě Karlově v té době vznikla samostatná Matematicko-fyzikální fakulta. Prof. Kunzl se stal vedoucím Katedry vysoké frekvence a vakuové techniky. Přednášel hlavně Fyzikální základy vakuové techniky a výboje v plynech. Zasloužil se také o vybudování nového areálu Matematicko-fyzikální fakulty KU v Praze-Tróji, když v letech 1966–1971 působil ve funkci proděkana MFF KU pro výstavbu. Pracoval také v ústřední fyzikální komisi Jednoty československých matematiků a fyziků (JČSMF), kterou vedl do roku 1966 a ze které krátce nato vznikla Fyzikální vědecká sekce JČSMF. Přestože v roce 1971 prof. Kunzl odešel do důchodu, ještě do konce roku 1974 pracoval na „své“ katedře.